# Psalidoxena transsylvanica
Psalidoxena transsylvanica là một loài ruồi trong họ Tachinidae.